# Encuesta de Arquitectura Mundial

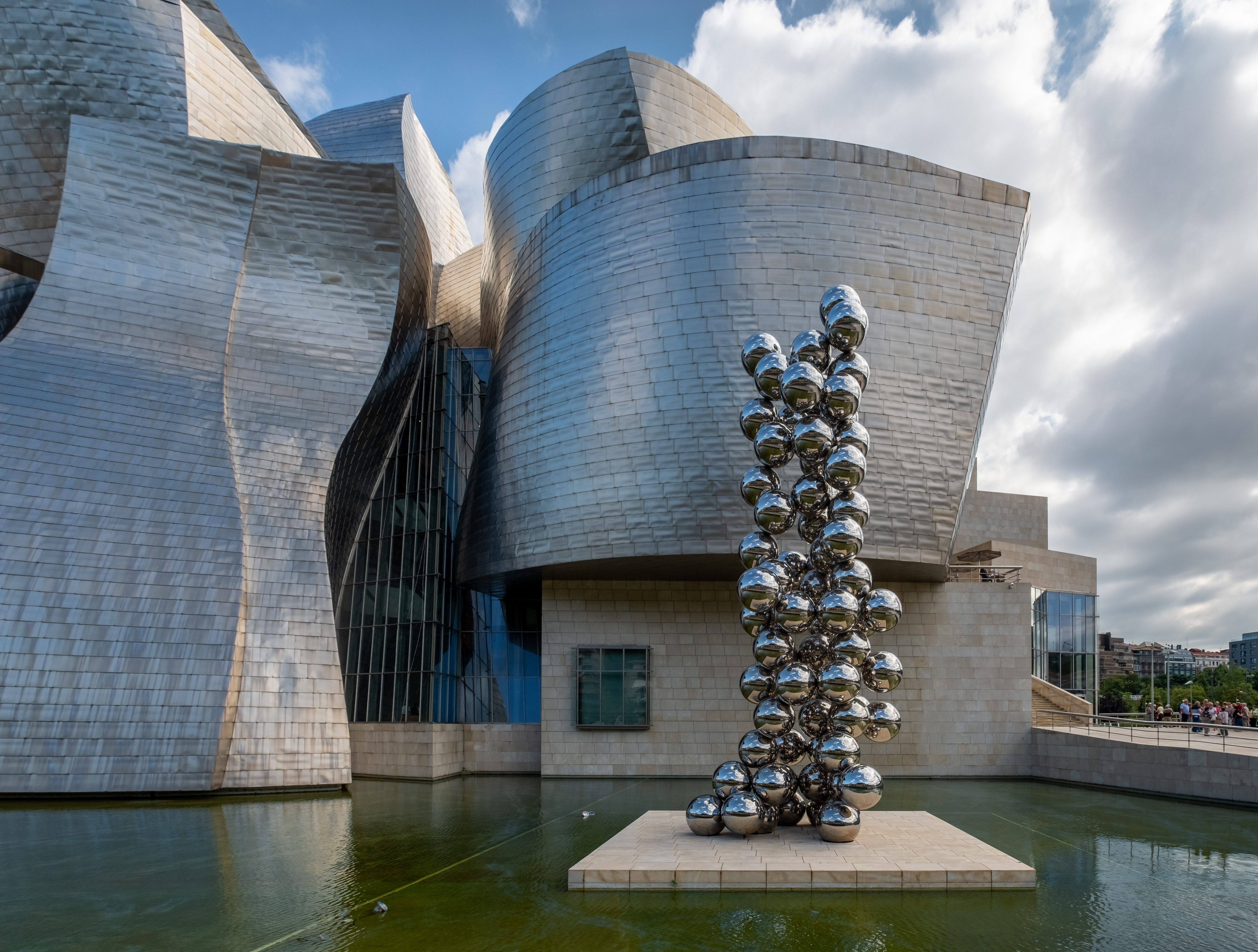
Museo Guggenheim Bilbao de Frank Gehry, la obra arquitectónica más votada

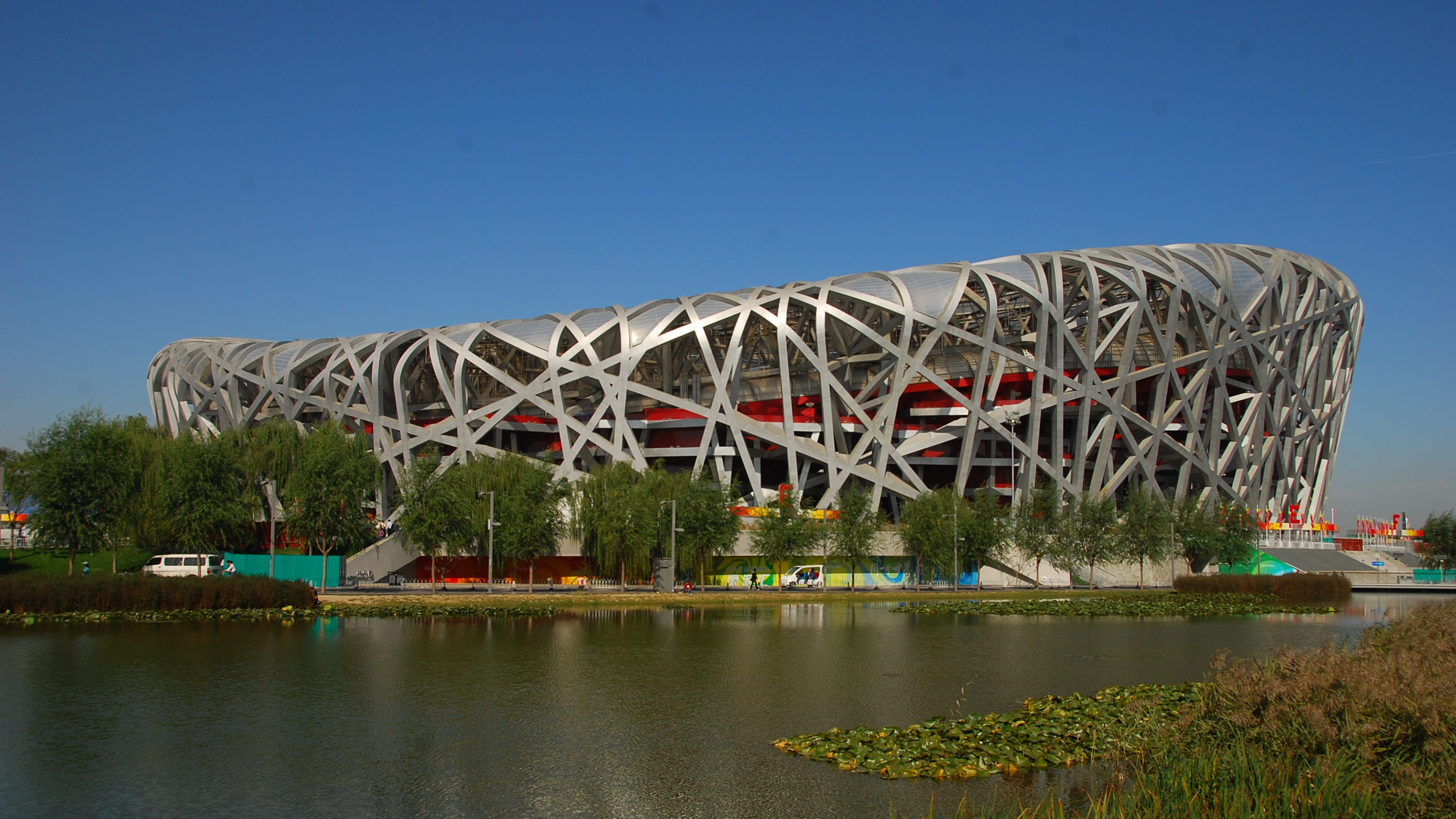
Estadio Nacional de Pekín de Herzog & de Meuron, citada como la estructura más significativa del siglo XXI

La Encuesta de Arquitectura Mundial (nombre original en inglés: World Architecture Survey) fue realizada en 2010 por la revista Vanity Fair para determinar las obras más importantes de la arquitectura contemporánea. Se pidió su opinión a 52 destacados arquitectos, profesores y críticos, incluidos varios ganadores del Premio Pritzker y decanos de las principales escuelas de arquitectura.
La encuesta planteó dos preguntas:
1. ¿Cuáles son los cinco edificios, puentes o monumentos más importantes construidos desde 1980?
2. ¿Cuál es la mayor obra de arquitectura hasta ahora en el siglo XXI?

Si bien la gama de respuestas fue muy amplia, más de la mitad de los expertos encuestados nombraron al Museo Guggenheim Bilbao de Frank Gehry como una de las obras más importantes desde 1980. El Estadio Nacional de Pekín (conocido como El nido de pájaro), erigido en Pekín según el proyecto de Herzog & de Meuron fue el edificio más citado (por siete encuestados), como la estructura más significativa del siglo XXI hasta el momento. En conjunto, las obras de Frank Gehry recibieron la mayor cantidad de votos, seguidas por las de Rem Koolhaas. El resultado de la encuesta llevó a Vanity Fair a etiquetar a Gehry como "el arquitecto más importante de nuestra época".

## Resultados

### Obras más importantes desde 1980
Los encuestados nombraron un total de 132 estructuras diferentes cuando se les pidió que indicaran los cinco edificios, monumentos y puentes más importantes completadas desde 1980. Las 21 principales fueron:
1. Museo Guggenheim Bilbao (completado en 1997) en Bilbao, España por Frank Gehry (28 votos)
2. Colección Menil (1987) en Houston, Texas por Renzo Piano (10 votos)
3. Termas de Vals (1996) en Vals, Suiza por Peter Zumthor (9 votos)
4. Edificio del Hong Kong Shanghai Bank (HSBC) (1985) en Hong Kong por Norman Foster (7 votos)
5. Empatados (6 votos):
Biblioteca Central de Seattle (2004) en Seattle por Rem Koolhaas
Mediateca de Sendai (2001) en Sendai, Japón por Toyoo Itō
Nueva Galería Estatal de Stuttgart (1984) en Stuttgart, Alemania por James Stirling
Iglesia de la Luz (1989) en Osaka, Japón por Tadao Andō
6. Monumento a los Veteranos de Vietnam (1982) en Washington, D.C. por Maya Lin (5 votos)
7. Empatados (4 votos):
Viaducto de Millau (2004) en Francia por Norman Foster
Museo Judío de Berlín (1998) en Berlín por Daniel Libeskind
8. Empatados (3 votos):
Edificio Lloyd's (1984) en Londres por Richard Rogers
Estadio Nacional de Pekín (2008) en Beijing por Herzog & de Meuron
Edificio CCTV (en construcción en 2010) en Beijing por Rem Koolhaas
Casa da Música (2005) en Oporto, Portugal por Rem Koolhaas
Fundación Cartier (1994) en París por Jean Nouvel
BMW Welt (2007) en Múnich por Coop Himmelb(l)au
Adición al Museo de arte Nelson-Atkins (2007) en Kansas City, Misuri por Steven Holl
Edificio Cooper Union (2009) en Nueva York por Thom Mayne
Parque de la Villette (1984) en París por Bernard Tschumi
Terminal Internacional de Pasajeros de Yokohama (2002) en Ōsanbashi Pier en Yokohama, Japón por Foreign Office Architects
9. Saint-Pierre (Firminy) (2006) en Firminy, Francia por Le Corbusier (2 votos)

### Obra más significativa delsigloXXI
Los edificios nombrados con mayor frecuencia como la mayor obra de arquitectura hasta entonces en el siglo XXI fueron:
1. Estadio Nacional de Pekín por Herzog & de Meuron (7 votos)
2. Saint-Pierre (Firminy) por Le Corbusier (4 votos)
3. Biblioteca Central de Seattle por Rem Koolhaas (3 votos)
4. Sede de la Televisión Central de China por Rem Koolhaas (2 votos)
5. Empatados con un voto cada uno: Mediateca de Sendai (Toyoo Itō), Viaducto de Millau (Norman Foster), Casa da Música (Rem Koolhaas), Fundación Cartier (Jean Nouvel), BMW Welt (Coop Himmelb(l)au)

## Crítica
En un artículo del Chicago Tribune, Blair Kamin criticó la encuesta de "autoengrandecimiento" por no incluir ninguna bioconstrucción. En respuesta, Lance Hosey de la revista 'Architect' llevó a cabo una encuesta alternativa a los principales expertos en edificación ecológica y descubrió que no aparecían edificios en ambas listas, lo que sugiere que los estándares de "buen diseño" y "diseño ecológico" no coinciden necesariamente. Los comentaristas de también señalaron que varios de los arquitectos encuestados (pero no Gehry) "quizás se tomaron el título de la revista demasiado en serio" y votaron por sus propios edificios.

## Participantes
Las siguientes personas respondieron a la encuesta:
- Stan Allen
- Tadao Andō
- George Baird
- Deborah Berke
- David Chipperfield
- Neil Denari
- Hank Dittmar
- Roger Duffy
- Peter Eisenman
- Martin Filler
- Norman Foster
- Kenneth Frampton
- Frank Gehry
- Richard Gluckman
- Paul Goldberger
- Michael Graves
- Zaha Hadid
- Hugh Hardy
- Steven Holl
- Hans Hollein
- Michael Holzer
- Michael Jemtrud
- Charles Jencks
- Leon Krier
- Daniel Libeskind
- Thom Mayne
- Richard Meier
- Rafael Moneo
- Eric Owen Moss
- Mohsen Mostafavi
- Victoria Newhouse
- Jean Nouvel
- Richard Olcott
- John Pawson
- César Pelli
- James Stewart Polshek
- Christian de Portzamparc
- Antoine Predock
- Coop Himmelb(l)au
- Jaquelin T. Robertson
- Richard Rogers
- Joseph Rykwert
- Diller Scofidio + Renfro
- Annabelle Selldorf
- Robert Siegel
- John Silber
- Brett Steele
- Bernard Tschumi
- Ben van Berkel
- Anthony Vidler
- Rafael Viñoly
- Tod Williams y Billie Tsien